# Don McCullin
Donald McCullin (Finsbury Park, 9 ottobre 1935) è un fotografo e fotoreporter britannico, noto particolarmente per i suoi reportage di guerra e per le sue immagini sui conflitti urbani.
La sua carriera di fotogiornalista, iniziata nel 1959, si è specializzata nel raccontare i ceti più bassi della società, raffigurando i disoccupati, gli oppressi e i poveri.

## Biografia

### Carriera
McCullin svolse il periodo di servizio militare nella RAF, per la quale venne mandato nella zona del Canale di Suez durante la crisi del 1956, con l'incarico di assistente fotografo. Per non aver passato l'esame scritto di teoria, necessario al fine di diventare fotografo della RAF, dovette lavorare in camera oscura.
Nel 1959 fece un servizio su una gang di Londra che venne pubblicato dal The Observer.  Tra il 1966 e il 1984 lavorò come corrispondente per il magazine britannico The Sunday Times, documentando catastrofi naturali e provocate dall'uomo, quali le zone di guerra e le vittime dell'epidemia di AIDS in Africa. I suoi intensi reportage sulla guerra in Vietnam e sul conflitto in Irlanda del Nord vennero premiati varie volte.
Nel 1968 la sua fotocamera Nikon fermò un proiettile che lo stava per colpire.

I lavori di McCullin erano considerati così importanti ed evocativi che il governo britannico rifiutò di concedergli un pass da giornalista per raccontare la guerra nelle isole Falkland.
McCullin è l'autore di numerosi libri, tra cui The Palestinians (con Jonathan Dimbleby) (1980), Beirut: A City in Crisis (1983), e Don McCullin in Africa (2005).

## Premi vinti
McCullin riceve il World Press Photo nel 1964 per il suo lavoro sulla guerra a Cipro. Nello stesso anno riceve anche la Warsaw Gold Medal. Nel 1977 diventa socio della Royal Photographic Society e ottiene il diritto di posporre le lettere FRPS (sigla di "Fellow of the Royal Photographic Society") al suo nome. Per le sue foto gli viene conferito un dottorato honoris causa dall'Università di Bradford nel 1993 e una laurea dalla Open University nel 1994
Diventa Commendatore dell'Ordine dell'Impero Britannico nel 1993, primo fotogiornalista a ricevere il titolo.
McCullin riceve Cornell Capa Award nel 2006.
Il 4 dicembre 2008 ottiene un dottorato in Lettere honoris causa dalla University of Gloucestershire per i suoi successi nell'ambito del fotogiornalismo.

## Vita familiare
Negli ultimi anni McCullin ha lasciato la carriera di fotografo di guerra, per i troppi orrori e sofferenze viste. Un altro fattore che ha portato a questo abbandono sta nel fatto che McCullin non crede (al contrario ad esempio di James Nachtwey) che un fotografo possa contribuire a rendere consapevole e attenta la società attraverso i suoi reportage di guerra; secondo il suo punto di vista infatti il fotografo sfrutta il dolore degli altri, manipolandolo, ed egli stesso è a sua volta manipolato dai giornali committenti.
McCullin ora vive in Somerset con la sua seconda moglie ed i suoi 5 figli.
I suoi più recenti lavori fotografici riguardano paesaggi, still-life e ritratti su commissione.